# Барбарувка (Люблінське воєводство)
Барбарувка (пол. Barbarówka) — село в Польщі, у гміні Дорогуськ Холмського повіту Люблінського воєводства. Населення — 70 осіб (2011).

## Історія
За даними етнографічної експедиції 1869—1870 років під керівництвом Павла Чубинського, у селі здебільшого проживали польськомовні римо-католики, меншою мірою — українськомовні греко-католики.
У 1975—1998 роках село належало до Холмського воєводства.

## Демографія
Демографічна структура станом на 31 березня 2011 року:
|          | Загалом | Допрацездатний вік | Працездатний вік | Постпрацездатний вік |
| -------- | ------- | ------------------ | ---------------- | -------------------- |
| Чоловіки | 38      | 8                  | 25               | 5                    |
| Жінки    | 32      | 7                  | 16               | 9                    |
| Разом    | 70      | 15                 | 41               | 14                   |